# Bykoza
Bykoza  (ucraniano: Бикоза) es una localidad del Raión de Bilhorod-Dnistrovskyi en el Óblast de Odesa de Ucrania. Según el censo de 2001, tiene una población de 432 habitantes.